# Regione agraria
La regione agraria è una suddivisione territoriale omogenea costituita da comuni confinanti, all'interno della stessa provincia, i cui terreni hanno caratteristiche naturali (il clima, la geologia, il rilievo ecc.) e agricole (le coltivazioni) simili. Lo scopo fondamentale è quello catastale o, meglio, di estimo catastale, per determinare i valori agricoli medi dei terreni, non tanto a fini fiscali quanto, per esempio, a fini espropriativi.
È soprattutto uno dei livelli territoriali utilizzati dall'Istat per l'acquisizione di dati statistici economici in campo agricolo (le aggregazioni successive sono la zona altimetrica ISTAT e la provincia), che così la definisce: «Regione agraria: costituita da gruppi di comuni secondo regole di continuità territoriale omogenee in relazione a determinate caratteristiche naturali ed agrarie e, successivamente, aggregati per zona altimetrica.»